# Lathyrus variabilis
Lathyrus variabilis là một loài thực vật có hoa trong họ Đậu. Loài này được (Boiss. & Kotschy) Čelak. miêu tả khoa học đầu tiên năm 1888.